# Shawn Camp
Pour les articles homonymes, voir Camp.
Shawn Anthony Camp (né le 18 novembre 1975 à Fairfax, Virginie, États-Unis) est un lanceur de relève droitier qui joue dans la Ligue majeure de baseball de 2004 à 2014.

## Carrière
Joueur des Patriots de l'université George Mason, il devient lanceur alors qu'il évoluait jusque-là au poste de receveur[réf. nécessaire].
Repêché le 3 juin 1997 par les Padres de San Diego, Shawn Camp est échangé aux Pirates de Pittsburgh le 10 juillet 2001. Il se contente d'évoluer en Ligues mineures et devient agent libre après la saison 2003.

### Royals de Kansas City
Il s'engage le 29 octobre 2003 avec les Royals de Kansas City où il fait ses débuts en Ligue majeure le 4 avril 2004.

### Devil Rays de Tampa Bay
Agent libre au terme de la saison 2005, il signe pour deux saisons chez les Devil Rays de Tampa Bay.

### Blue Jays de Toronto
Il rejoint les Blue Jays de Toronto le 7 janvier 2008. En 2010 à Toronto, il connaît l'une de ses meilleures saisons avec une moyenne de points mérités de seulement 2,99 en 72 manches et un tiers lancées lors de 70 sorties en relève.

### Cubs de Chicago
Le 6 février 2012, Camp signe un contrat des ligues mineures avec les Mariners de Seattle. Il est libéré par l'équipe le 21 mars pendant le camp d'entraînement. Le 26 mars, il rejoint les Cubs de Chicago.
En 2012, Camp entre en jeu dans 80 matchs, le plus haut total chez les lanceurs des majeures. Sa moyenne de points mérités s'élève à 3,59 en 77 manches lancées pour Chicago, avec 3 victoires, 6 défaites et deux sauvetages.
En 26 parties des Cubs en 2013, sa moyenne de points mérités est élevée et atteint 7,04 en 23 manches.

### Phillies de Philadelphie
Après un bref passage chez les Diamondbacks de l'Arizona, avec qui il signe un contrat mais pour qui il ne joue pas au niveau majeur, Camp rejoint les Phillies de Philadelphie pour 2014. Il joue son dernier match dans les majeures le 7 mai 2014 avec les Phillies.

## Statistiques
| Saison | Équipe      | G   | GS | CG | SHO | V  | D  | SV | IP    | SO  | ERA  |
| ------ | ----------- | --- | -- | -- | --- | -- | -- | -- | ----- | --- | ---- |
| 2004   | Kansas City | 42  | 0  | 0  | 0   | 2  | 2  | 2  | 66.2  | 51  | 3,92 |
| 2005   | Kansas City | 29  | 0  | 0  | 0   | 1  | 4  | 0  | 49.0  | 28  | 6,43 |
| 2006   | Tampa Bay   | 75  | 0  | 0  | 0   | 7  | 4  | 4  | 75.0  | 53  | 4,68 |
| 2007   | Tampa Bay   | 50  | 0  | 0  | 0   | 0  | 3  | 0  | 40.0  | 36  | 7,20 |
| 2008   | Toronto     | 40  | 0  | 0  | 0   | 3  | 1  | 0  | 39.1  | 31  | 4,12 |
| 2009   | Toronto     | 59  | 0  | 0  | 0   | 2  | 6  | 1  | 79.2  | 58  | 3,50 |
| 2010   | Toronto     | 70  | 0  | 0  | 0   | 4  | 3  | 2  | 72.1  | 46  | 2,99 |
| Totaux | Totaux      | 365 | 0  | 0  | 0   | 19 | 23 | 9  | 422.0 | 303 | 4.44 |

Note : G = Matches joués ; GS = Matches comme lanceur partant ; CG = Matches complets ; SHO = Blanchissages ; 
V = Victoires ; D = Défaites ; SV = Sauvetages ; IP = Manches lancées ; SO = Retraits sur des prises ; ERA = Moyenne de points mérités.